# USS S-2 (SS-106)
El USS S-2 (SS-106) fue el segundo submarino clase S de la Armada de los Estados Unidos.

## Características
Desplazaba 800 t en superficie y 977 t sumergido. Tenía una eslora de 207 ft  (63,1 m), una manga de 19 ft 7 plg (6 m) y un calado de 16 ft 2 plg (4,9 m). Su velocidad es 15 nudos en superficie y 11 nudos en inmersión. Su tripulación era de 38 hombres. Sus armas eran cuatro tubos lanzatorpedos de 21 pulgadas (533 mm).

## Historia
El USS S-2 (SS-106) fue la segunda unidad de la clase S siendo el «Lake-type», uno de los tres botes construidos con las mismas especificaciones generales pero con diferentes tipos de diseño para comparación de performances. Dicho trío de submarinos fue encargado a diferentes astilleros. El S-1 era conocido como el «Holland-type» y el S-3 como el «Government-type».
El S-2 fue puesto en gradas el 30 de julio de 1917 por Lake Torpedo Boat Co. en Bridgeport, Connecticut. Fue botado el 15 de febrero de 1919 siendo amadrinado por Philip B. Brill y fue comisionado el 25 de mayo de 1920.
Tras las pruebas y equipamiento, el S-2 se reunió con otros submarinos de las Submarines Divisions 18 y 21 en las afueras de Portsmouth, Nuevo Hampshire, el 22 de julio de 1921. Se trataba de la por entonces maniobra más larga registrada de submarinos estadounidenses. El grupo viajó pasando por el canal de Panamá, Cavite.
Tras su arribo el 1 de diciembre de 1921, los submarinos estuvieron en la Cavite Naval Station durante tres años. El 29 de octubre de 1924, las tareas en el Extremo Oriente habían terminado para las divisiones y zarparon hacia la costa oeste de los Estados Unidos. No obstante, el S-2 quedó retrasado al ser pasado a reserva con tripulación reducida el 5 de noviembre. Regresaría el 5 de mayo de 1928 siendo recomisionado con todas las letras.
El reactivado S-2 continuó operando en China y Filipinas hasta recibir, en 1929, orden de marchar a Filadelfia para su inactivación. El 5 de agosto de ese año, arribó al Astillero Naval de Filadelfia y fue descomisionado el 25 de noviembre. Canibalizado, fue vendido el 14 de septiembre de 1931.